# Dlhá
Dlhá (in ungherese Felsőhosszúfalu, in tedesco Langendorf, in latino Longa Villa) è un comune della Slovacchia facente parte del distretto di Trnava, nella regione omonima.